# Жан-Поль Менді
Жан-Поль Менді (фр. Jean-Paul Mendy; 14 грудня 1973, Івлін, Іль-де-Франс) — французький професійний боксер другої середньої ваги, призер чемпіонатів світу та Європи серед аматорів.

## Аматорська кар'єра
На чемпіонаті світу 1993 програв в першому бою в першому раунді в категорії до 71 кг.
На чемпіонаті світу 1995 програв в першому бою нокаутом в третьому раунді.
На чемпіонаті Європи 1996 в категорії до 75 кг завоював бронзову медаль. Здобувши три перемоги, в півфіналі програв Свену Оттке (Німеччина) — 0-6.
На Олімпійських іграх 1996 програв в першому бою Свену Оттке — 4-11.
На чемпіонаті світу 1997 переміг Степана Божича (Хорватія) і Мхітара Ванесяна (Вірменія), а в півфіналі програв Аріелю Ернандес (Куба) — 1-7.
На чемпіонаті Європи 1998 Менді переміг двох суперників, а в півфіналі програв Жолту Ердеї (Угорщина) — 2-6.
На чемпіонаті світу 1999 програв в першому бою Євгену Казанцеву (Росія) —7-14.

## Професіональна кар'єра
Після того як не зумів потрапити на літні Олімпійські ігри 2000, Менді перейшов у професіонали. Виступаючи у Франції, провів 18 переможних боїв і завоював титул чемпіона Франції в другій середній вазі.
1 липня 2005 року переможно дебютував в США.
5 січня 2007 року Менді вийшов на бій проти американця Ентоні Геншоу за вакантний титул чемпіона за версією IBO в другій середній вазі. Поєдинок не виявив сильнішого, титул залишився вакантним.
25 жовтня 2008 року Менді завоював титул IBF International.
9 липня 2011 року в Бухаресті в бою проти чемпіона світу за версією IBF румуна Лучіана Буте зазнав поразки нокаутом в четвертому раунді, після чого завершив спортивну кар'єру.